# Азотні добрива
Азо́тні до́брива — азотовмісні речовини, які вносять у ґрунт з метою підвищення врожайності с.-г. культур.

## Загальний опис
Важливим джерелом азотних речовин для рослин є гній, сеча тварин, торф, пташиний послід, зелене добриво, компости, відходи сільського господарства і м'ясо-рибної промисловості та інше (див. Органічні добрива). Особливо великого значення набули мінеральні азотні добрива. Вони містять азот в нітратній, аміачній, нітратно-аміачній і рідше в амідній формі.
Мінеральні азотні добрива більш концентровані і діють швидше, ніж органічні. До них належать:
- аміачна вода,
- рідкий аміак,
- сірчанокислий амоній,
- аміачна селітра,
- кальцієва селітра,
- натрієва селітра,
- ціанамід кальцію,
- хлористий амоній,
- аміакати (розчини аміачної і кальцієвої селітри, а також ін. добрив у рідкому аміаку) та ін.
- карбамідо-аміачні суміші — рідкі азотні добрива

## Дія
Аміачні добрива краще вбираються ґрунтом, через це вони придатніші для завчасного внесення. Норми внесення азотних добрив залежать від ґрунтово-кліматичних умов, біологічних особливостей культур і способу внесення добрив. Азотні добрива вносять майже під усі сільськогосподарські культури. Нітратні добрива діють дуже швидко, але на піщаних і супіщаних ґрунтах легко вимиваються, тому на таких ґрунтах їх вносять безпосередньо перед посівом і в підживленнях.
Як мінеральні азотні добрива застосовують такі речовини:
- Нітрат калію KNO3 (калійна селітра) являє собою безбарвну кристалічну речовину. На вологому повітрі не мокріє і не злежується. Нітрат калію — дуже цінне мінеральне добриво, в якому міститься два поживних для рослин елементи — азот і калій. Однак за агрохімічними вимогами вміст азоту в азотнокалійових добривах повинен бути більшим, ніж в KNO3. Тому нітрат калію застосовують переважно в суміші з амонійними солями.
- Нітрат амонію NH4NO3 (амонійна селітра) дуже багате на азот добриво. Але нітрат амонію має істотний недолік — на вологому повітрі він мокріє, а при висиханні утворює тверді куски. Цілком сухий нітрат амонію може вибухати. Тому його застосовують як добриво в суміші з сульфатом амонію. Така суміш на повітрі не мокріє; не злежується і являє собою дуже цінне добриво, особливо під цукрові буряки, картоплю та інші культури.
- Нітрат кальцію Ca(NO3)2 (кальцієва, або норвезька, селітра) — теж цінне азотне добриво. Його виробляють у великих кількостях нейтралізацією нітратної кислоти вапном. Цінність нітрату кальцію як добрива полягає також у тому, що іони кальцію Ca2+ позитивно впливають на структуру ґрунту.
- Нітрат натрію NaNO3 (чилійська селітра) являє собою єдину сіль нітратної кислоти, яка утворює потужні природні родовища (в Чилі). В багатьох країнах чилійська селітра широко використовується як мінеральне добриво.
- Сульфат амонію (NH4)2SO4 — одне з найстаріших азотних добрив. Його добувають у великих кількостях нейтралізацією сульфатної кислоти аміаком. Сульфат амонію не гігроскопічний і не злежується. Він значно підвищує врожайність таких культур, як жито, пшениця, картопля і особливо чай і рис.
- Хлорид амонію NH4Cl одержують нейтралізацією хлоридної кислоти аміаком. Він теж не гігроскопічний і не злежується. Але на відміну від сульфату амонію його не вносять під такі культури, як цукрові буряки, тютюн тощо, оскільки іони хлору на ці культури впливають негативно.
- Рідкий аміак NH3 H2O (Амоніачна вода) і аміачна вода є найбагатшими добривами за вмістом азоту. Рідкий аміак, як і аміачну воду, стали застосовувати як азотні добрива лише останнім часом, коли були розроблені методи внесення в ґрунт добрив у рідкому стані.

## Виробництво
Основним виробником азотних добрив в Україні є холдингова група OSTCHEM, до складу якої входять найбільші хімічні підприємства України: Черкаський «Азот», Концерн «Стирол» (Горлівка), Сіверськодонецький «Азот» та «Рівнеазот». Власник Ostchem Holding, Дмитро Фірташ, контролює 4 з 6 українських виробництв азотних добрив. Поза зоною його впливу залишилися ВАТ «ДніпроАЗОТ», яким володіє Ігор Коломойський та Одеський припортовий завод (поки державний).